# モンサーノ
モンサーノ（伊: Monsano）は、イタリア共和国マルケ州アンコーナ県にある、人口約3,300人の基礎自治体（コムーネ）。

## 地理

### 位置・広がり
アンコーナ県のコムーネ。県都・州都アンコーナから西南西へ23kmの距離にある。

#### 隣接コムーネ
隣接するコムーネは以下の通り。
- イェージ
- モンテ・サン・ヴィート
- サン・マルチェッロ

### 気候分類・地震分類
モンサーノにおけるイタリアの気候分類 (it) および度日は、zona D, 1996 GGである。
また、イタリアの地震リスク階級 (it) では、zona 2 (sismicità media) に分類される。